# امباگامووا (۱)
امباگامووا (به لاتین: Ambagamuwa) یک منطقهٔ مسکونی در سری‌لانکا است که در استان مرکزی (سری‌لانکا) واقع شده‌است.